# Miguel de Estete

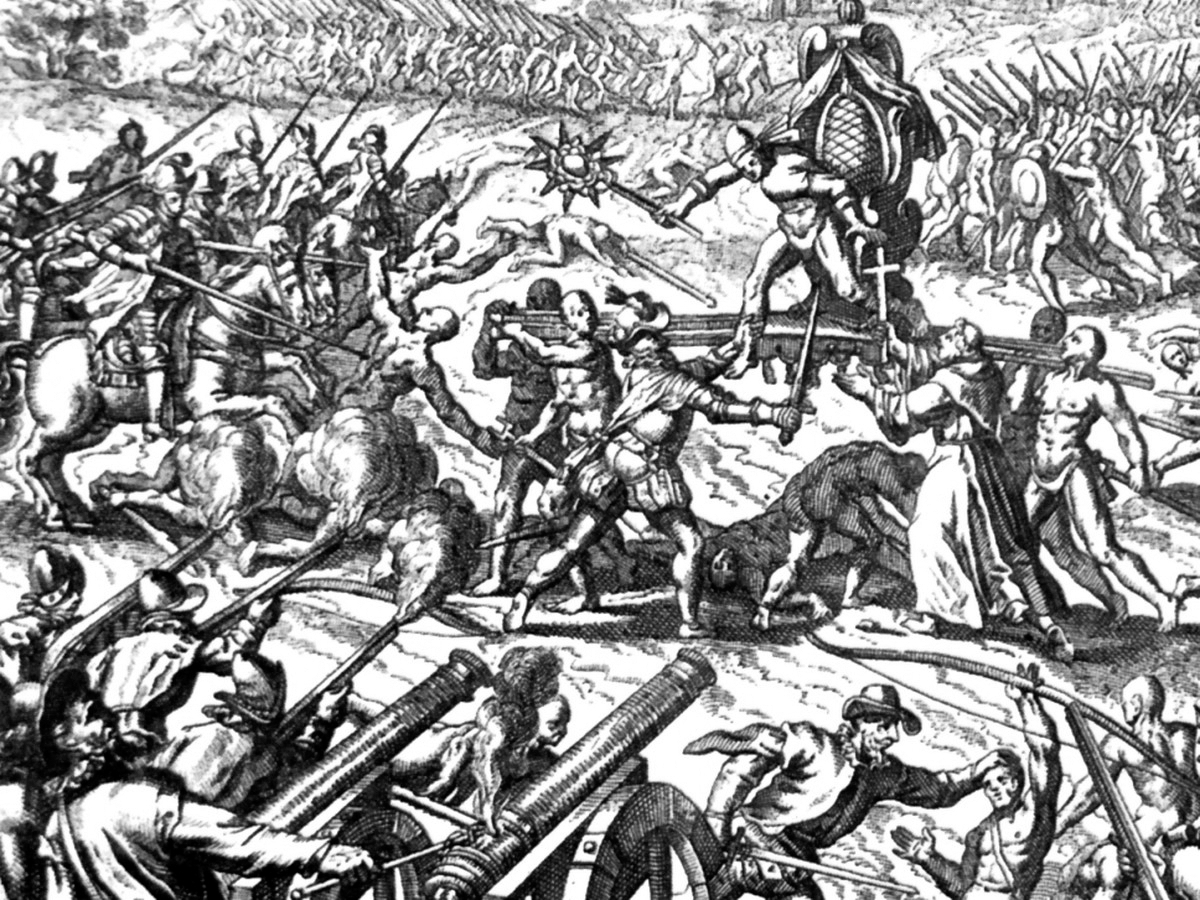
La battaglia di Cajamarca, in un'incisione di Johann Theodor de Bry

Miguel de Estete (Santo Domingo de la Calzada, 1495 – Lima, 1572 circa) è stato uno scrittore ed esploratore spagnolo, nonché uno dei primi conquistadores del Perù e redattore di una cronaca della conquista.

## Primi anni
Non sono pervenute notizie sulle esperienze giovanili di Miguel de Estete, tranne il nome del paese in cui nacque: Santo Domingo de la Calzada, un minuscolo comune vicino alla città di Logroño, la capitale della regione di La Rioja, situata nel Nord della Spagna.
Nel 1525 passò nel Nuovo Mondo, quando aveva già una trentina d'anni, accompagnando un parente che si chiamava, come lui de Estete, ma Martín di nome e, con il quale sarebbe stato spesso confuso in futuro da numerosi storici.
Due anni dopo, mentre era in Nicaragua, abbagliato dai sogni di ricchezza, si arruolò nella spedizione che Diego de Almagro stava organizzando in aiuto a Pizarro che era già partito alla volta del Perù.

## La conquista del Perù
Estete partecipò a tutte le fasi della "Conquista" al fianco di Francisco Pizarro. Affrontò i sanguinari isolani di Puna, sbarcò a Tumbez e marciò animosamente verso Cajamarca. Accompagnò poi Hernando Pizarro ed Hernando de Soto nella famosa intervista con Atahuallpa e fu uno dei primi e degli ultimi europei che videro un sovrano Inca nella completa maestà delle sue funzioni.
Durante l'attacco di Cajamarca era al fianco di Pizarro e fu lui a ferirlo ad una mano quando, nella foga del combattimento, il capitano si interpose tra lui ed Atahuallpa per salvare l'Inca dalla sua spada e farne un provvidenziale ostaggio. Ad Estete sarebbe rimasta la "mascapaicha" del sovrano, l'insegna regale che aveva strappato dal suo capo nelle fasi della cattura.
Il 15 gennaio del 1533, venticinque spagnoli, comandati da Hernando Pizarro furono inviati al santuario di Pachacamac per sollecitare la consegna dell'oro che Atahuallpa stava raccogliendo per adempiere ai patti siglati con i suoi vincitori. Miguel de Estete era della partita ed avrebbe lasciato una relazione vivace e dettagliata del viaggio che compirono per ben quattro mesi in mezzo a contrade ostili e inesplorate. La spedizione ebbe tra l'altro un successo inaspettato perché si imbatte nel generale inca Chalcochima e lo convinse a rendersi prigioniero e a sciogliere gli eserciti che comandava.
Quando, poco dopo il ritorno della pattuglia a Cajamarca, l'oro del riscatto venne distribuito, Estete si ritrovò improvvisamente ricco: la sua parte ammontava a 362 marcos de plata e 3.980 pesos de oro.
Non prese parte all'esecuzione dell'Inca perché aveva accompagnato Hernando de Soto a verificare la presenza delle forze ostili denunciate dagli esecutori di Atahuallpa. Quando tornarono a Cajamarca, con la notizia che le accuse erano infondate, il destino del sovrano era ormai compiuto e non mancarono i sospetti su questo opportuno allontanamento dei capitani contrari alla sua esecuzione.
L'attività di Estete proseguì a fianco di Almagro quando questi si recò nei territori di Quito per contrastare la venuta di Pedro de Alvarado che tentava di intromettersi nella conquista del Perù.
Al ritorno da questa spedizione venne incaricato di fondare una città sulla costa e operò attivamente, nella valle di Chimù per creare il primo nucleo di quella che sarebbe stata la futura Trujillo il cui nome era stato scelto in considerazione della sede natale di Pizarro.

## Vita di colonia
Estete ebbe ancora modo di distinguersi rappresentando, nel 1535, gli interessi di Almagro nei confronti dei fratelli Pizarro, nei primi scontri che si verificarono, nel Cuzco, tra le opposte fazioni degli antichi soci ormai diventati rivali.
Subito dopo decise però di rientrare in Spagna per godersi le ingenti ricchezze che aveva acquisite. Al suo rientro in patria la sua fortuna ammontava ormai a 18.000 pesos de oro e 1.650 marcos de plata, una somma davvero considerevole per l'epoca.
Nel 1537 era però già di ritorno in Perù che ormai considerava la sua seconda patria . Si installò a Lima e partecipò ad alcune campagne nei territori ancora da conquistare. Avendo preso parte alla fondazione di Huamanga, ottenne una "encomienda" nei pressi e si diede alla colonizzazione della contrada.
Estete seppe destreggiarsi abilmente nelle successive guerre civili che insanguinarono il Perù e non rimase compromesso in quei luttuosi avvenimenti anche se pare che appoggiò, per un certo tempo, la secessione di Francisco Hernández Girón.
Nel 1557 si fece notare per aver offerto a Sayri Tupac, in viaggio per Lima, la famosa "mascapaicha" che aveva sottratto ad Atahuallpa. Non pare, però, che il rampollo di Manco II, acerrimo nemico dell'inca giustiziato a Cajamarca, abbia gradito il dono dell'antico "conquistador".
Da quel momento le notizie su Estete non compaiono più sui documenti ufficiali. Sappiamo che fu sposato con Doña Beatriz de Guevara dalla quale ebbe numerosi figli e si presume che abbia continuato a dimorare nei suoi possedimenti in Huamanga fino alla morte che dovette sopraggiungere intorno al 1572, quando era prossimo agli ottanta anni d'età. Nel 1574, sua figlia, monaca del Monastero della Incarnazione in Lima, fece, infatti, edificare nel Monastero di Santo Domingo, in Huamanga, una cappella in onore della memoria del padre.

## Le opere
Miguel de Estete seppe coniugare la sua notevole carriera militare con una produzione storica di tutto rispetto. Agli esordi si distinse per la relazione del viaggio a Pachacamac che venne subito data alle stampe in quanto inserita nella relazione di Francisco de Jerez sulla conquista del Perù.
Gli storici attuali e, primo tra essi Marcos Jiménez de la Espada, sono concordi nel ritenerlo l'autore di un'altra opera che, per lungo tempo, è stata ritenuta anonima. Si tratta del "Descubrimiento y conquista del Perù" utilizzata, per primo, dallo storico William H. Prescott per la stesura della sua famosa "Conquista del Perù".
La relazione è tracciata in un manoscritto di undici fogli attualmente conservato nell'Archivio delle Indie di Siviglia (Patronato, legajo 28, ramo 10). Malgrado fosse stata scritta intorno al 1535, rimase inedita fino al 1918, quando venne pubblicata, per la prima volta in Quito, per poi essere nuovamente data alle stampe nel 1924, questa volta in Lima.
In essa sono narrate le prime fasi della conquista con una nitidezza e una freschezza d'immagini sorprendenti, quali solo la condizione di testimone oculare consentono. L'autore dimostra altresì un vivo interesse per le piante, i frutti e il mondo vegetale in genere tanto da essere considerato un botanico ante litteram della regione.
Il racconto termina improvvisamente poco prima della presa del Cuzco e vani sono stati tutti i tentativi fatti per ritrovare i fogli mancanti. Ciò nonostante questa relazione costituisce uno dei testi fondamentali e insostituibili per approfondire la storia della conquista dell'impero Inca.

## Edizioni
- El descubrimiento y la conquista del Perú - Noticia del Perú - de los papeles del arca de Santa Cruz - in Crónicas iniciales de la conquista del Perú - Editorial Plus Ultra - Buenos Aires 1967.
- La relación del viaje que hizo el Señor capitán Hernando Pizarro por mandado del Señor gobernador, su hermano, desde el pueblo de Caxamalca a Parcama y de allí a Xauxa. (Inserita nella relazione di Francisco de Jerez sulla conquista del Perù ) in Ramusio - Navigazioni e viaggi - Tomo VI Einaudi Torino 1988.